# はるみねーしょん
『はるみねーしょん』は、大沖による日本の4コマ漫画作品。『まんがタイムきららキャラット』（芳文社）にて、2008年2月号から2019年8月号にかけて連載された。

## 概要
女子高校生3人の生活を描いた作品である。はるみ、ユキ、香樹の3人の掛け合いで話が進められる。ストーリーというべきものはなきに等しく、ボケとツッコミの会話を楽しむことがメインのギャグ漫画である。
登場人物の学年、通っている高校名は明らかにされていない。

## 主な登場人物
担当声優は、ゲーム『きららファンタジア』でのキャスト。
細野はるみ（ほその はるみ）
声 - 大森日雅
女子高生。宇宙人。飛べる。髪は桃色でストレートのミディアムヘア。花飾りをつけている。身長（もとい頭身）は低め。「すげえ」「やべぇ」などが口癖。地球の世事に疎いところがあり、事あるごとにボケを繰り出す。カレーが好物である。ダジャレネタをよく言う。一人称は「うち」。あるみという妹がおり、どこかはるみと似ている。
高橋ユキ（たかはし ゆき）
声 - 藍原ことみ
女子高生。地球人。突っ込める。髪は紺色でくせのあるミディアムヘア。身長は3人の中では一番高い。いつも冷静であり、はるみのボケにツッコミを入れることが多い。アキという妹がおり、作中この3人以外で物語に登場した珍しい存在。
坂本香樹（さかもと かじゅ）
声 - 金子有希
女子高生。地球人。振り回される。眼鏡をかけている。髪は茶色でストレートのセミロングヘア。身長ははるみとユキの中間。園芸部に所属している。はるみらのボケに振り回されることが多い。たまにはるみのボケにツッコミを入れる。
細野あるみ（ほその あるみ）
声 - 田中美海
はるみの妹。

## 関連商品

### 単行本
芳文社より「まんがタイムKRコミックス」として刊行されている。
- 第1巻 - 2009年2月26日発売、2009年3月13日初版発行 ISBN 978-4-8322-7784-7
  - コミックとらのあな限定の早期購入特典として、描き下ろし4コマ漫画、初期キャラ設定、秋★枝とカヅホのゲストページを収録した小冊子が配布された。
  - また、きららキャラットとの連動企画として、特製ストラップが抽選で100名にプレゼントされていた（1巻の帯と『きららキャラット』2009年4月号75ページに付いている応募券を芳文社に送ることが条件）。
- 第2巻 - 2010年12月25日発売、2011年1月9日初版発行
  - 通常版 ISBN 978-4-8322-7971-1
  - 限定版 ISBN 978-4-8322-7970-4 - グッドスマイルカンパニー製、細野はるみねんどろいどぷち付き。カバーは通常版とは別のバージョン。
- 第3巻 - 2012年5月26日発売、2012年6月10日初版発行 ISBN 978-4-8322-4153-4
- 第4巻 - 2013年8月27日発売、2013年9月11日初版発行 ISBN 978-4-8322-4336-1
- 第5巻 - 2015年2月27日発売、2015年3月14日初版発行 ISBN 978-4-8322-4530-3
- 第6巻 - 2016年8月27日発売、2016年9月11日初版発行 ISBN 978-4-8322-4733-8
- 第7巻 - 2018年2月27日発売、2018年3月14日初版発行 ISBN 978-4-8322-4921-9
- 第8巻 - 2019年7月25日発売、2019年8月9日初版発行 ISBN 978-4-8322-7108-1

### その他
タカラトミーアーツより2010年1月から発売されているカプセルトイ「まんがタイムきらら リトルマスコット」の1種として、はるみが入っている。

## ゲーム
きららファンタジア
ドリコムによるスマートフォン向けのアプリゲーム。まんがタイムきららのキャラクターが多数登場するクロスオーバー作品で、2019年10月8日から本作のキャラクターが参戦した。
なお、本作のキャラクターの声はこれまで設定されていなかったため、新規にキャスティングが行われている。